# Nicola Zalewski
Nicola Zalewski (sinh ngày 23 tháng 1 năm 2002) là một cầu thủ bóng đá chuyên nghiệp người Ba Lan thi đấu ở vị trí tiền vệ cho câu lạc bộ Serie A Roma và đội tuyển quốc gia Ba Lan.

## Thống kê sự nghiệp

### Câu lạc bộ
Tính đến ngày 26 tháng 5 năm 2024
| Câu lạc bộ          | Mùa giải            | Giải đấu            | Giải đấu | Giải đấu | Coppa Italia | Coppa Italia | Châu Âu | Châu Âu | Tổng cộng | Tổng cộng |
| Câu lạc bộ          | Mùa giải            | Hạng                | Trận     | Bàn      | Trận         | Bàn          | Trận    | Bàn     | Trận      | Bàn       |
| ------------------- | ------------------- | ------------------- | -------- | -------- | ------------ | ------------ | ------- | ------- | --------- | --------- |
| Roma                | 2020–21             | Serie A             | 1        | 0        | 0            | 0            | 1       | 0       | 2         | 0         |
| Roma                | 2021–22             | Serie A             | 16       | 0        | 1            | 0            | 7       | 0       | 24        | 0         |
| Roma                | 2022–23             | Serie A             | 33       | 2        | 2            | 0            | 12      | 0       | 47        | 2         |
| Roma                | 2023–24             | Serie A             | 22       | 0        | 2            | 0            | 9       | 0       | 33        | 0         |
| Tổng cộng sự nghiệp | Tổng cộng sự nghiệp | Tổng cộng sự nghiệp | 72       | 2        | 5            | 0            | 29      | 0       | 106       | 2         |

### Quốc tế
Tính đến ngày 10 tháng 6 năm 2024
| Đội tuyển quốc gia | Năm       | Trận | Bàn |
| ------------------ | --------- | ---- | --- |
| Ba Lan             | 2021      | 1    | 0   |
| Ba Lan             | 2022      | 8    | 0   |
| Ba Lan             | 2023      | 5    | 0   |
| Ba Lan             | 2024      | 4    | 1   |
| Tổng cộng          | Tổng cộng | 18   | 1   |

Bàn thắng và kết quả của Ba Lan được để trước.
| # | Ngày                | Địa điểm                              | Số trận | Đối thủ    | Bàn thắng | Kết quả | Giải đấu |
| - | ------------------- | ------------------------------------- | ------- | ---------- | --------- | ------- | -------- |
| 1 | 10 tháng 6 năm 2024 | Sân vận động Quốc gia, Warsaw, Ba Lan | 18      | Thổ Nhĩ Kỳ | 2–1       | 2–1     | Giao hữu |